# Haworthia scabra
Haworthia scabra är en grästrädsväxtart som beskrevs av Adrian Hardy Haworth. Haworthia scabra ingår i släktet Haworthia och familjen grästrädsväxter.

## Underarter
Arten delas in i följande underarter:
- H. s. johanii
- H. s. lateganiae
- H. s. morrisiae
- H. s. scabra
- H. s. starkiana

## Bildgalleri

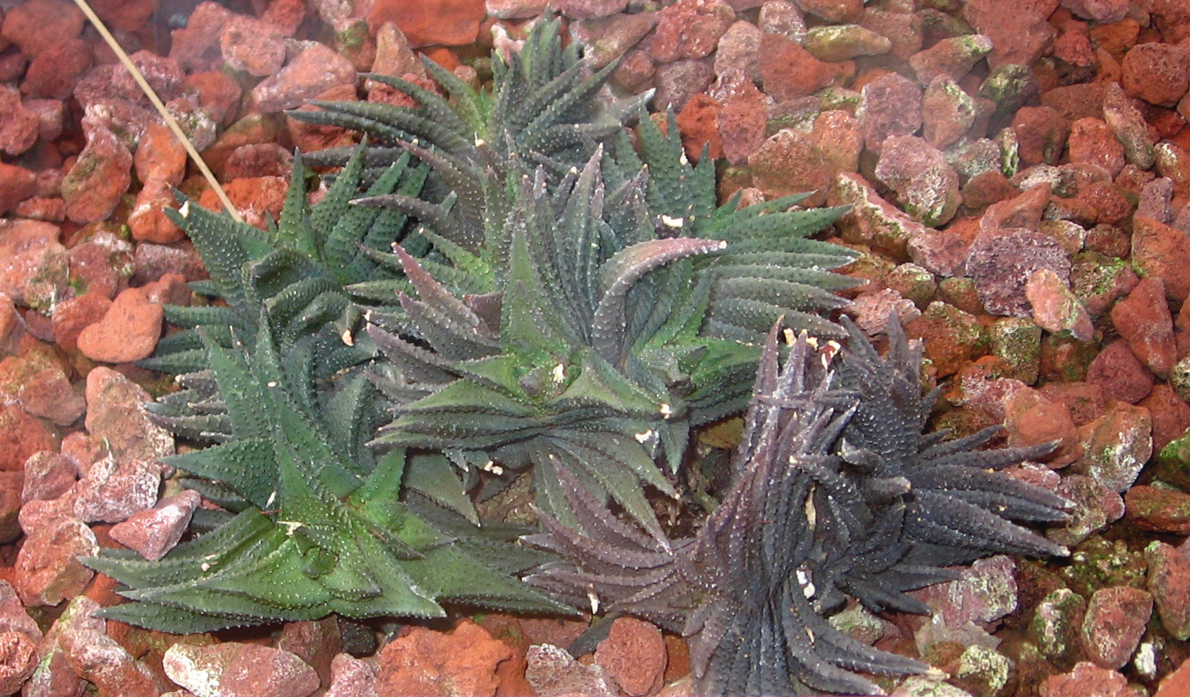